# Erdbeben in Pichilemu 2010
Das Erdbeben in Pichilemu 2010 war ein schweres Erdbeben mit der Stärke 6,9 Mw und ereignete sich am 11. März 2010. Das Epizentrum lag rund 40 km südwestlich von Pichilemu in der Región de O’Higgins, Chile.

## Verlauf und Umstände des Bebens
Kurz nach dem verheerenden Erdbeben vom 27. Februar wurde die Mitte Chiles am 11. März 2010 abermals von mehreren schweren Erdstößen erschüttert, die von der US-Erdbebenwarte (NEIC) mit Stärken zwischen 4,9 und 6,9 gemessen wurden. Nach den neuerlichen Beben, die sich mittags während der Amtseinführung des neuen chilenischen Präsidenten Sebastián Piñera ereigneten, lösten die chilenischen Behörden vorsorglich eine Tsunami-Warnung aus. Das Epizentrum der drei heftigsten Erdstöße mit Magnituden von 6,9, 6,7 und 6,0 lag an der Küste der VI. Region (Libertador O’Higgins), rund 40 km südwestlich von Pichilemu und etwa 140 km südlich der Stadt Valparaíso, wo die Feierlichkeiten zur Amtsübergabe stattfanden. Die Menschen in Valparaíso und anderen Küstenstädten flüchteten aus Angst vor einer Flutwelle auf Anhöhen.
Obwohl das Epizentrum des Erdbebens im Meer lag, wurde durch das Pacific Tsunami Warning Center keine allgemeine Warnung vor einem Tsunami ausgegeben. Allerdings wies auch das Warnzentrum darauf hin, dass die Möglichkeit lokaler Tsunamis im Bereich zwischen La Serena und Concepción bestand.
Die Amtseinführungsfeier des neuen Präsidenten Piñera vor dem Gebäude des chilenischen Kongresses in Valparaíso wurde, wie die Fernsehübertragung zeigte, trotz des kurz vor der für 12:15 Uhr Ortszeit (15:15 Uhr UTC) angesetzten Vereidigung deutlich spürbaren Bebens planmäßig fortgesetzt.

## Hintergrund und Tektonik
Obwohl die Medien das Erdbeben vielfach als Nachbeben des großen Erdbebens vom 27. Februar 2010 bezeichneten, beurteilte der United States Geological Survey das Erdbeben in seiner vorläufigen geologischen Bewertung als eigenständiges Ereignis. Zwar wurde das Beben vom 11. März durch die regionalen Spannungen infolge des Erdbebens vom 27. Februar verursacht, es war jedoch keine unmittelbare Folge der Überschiebung zwischen der Südamerikanischen Platte und der Nazca-Platte, sondern wurde durch normale Verwerfungen in einer dieser Platten hervorgerufen.
In der Region um Pichilemu wurden 10.000 Nachbeben lokalisiert, diese befinden sich in allen Tiefenbereichen zwischen 5 km und der Plattengrenzfläche der Südamerikanischen Platte und der Nazca-Platte in 25 km und damit in der Südamerikanischen Platte. Diese Nachbeben fanden auf einer südwestlich einfallenden Fläche statt und zeigen hauptsächlich extensionale Erdbebenmechanismen an.

## Schäden
Der am stärksten betroffene Ort war Pichilemu, nahe dem Epizentrum des Erdbebens. Beschädigt wurden die historisch bedeutenden Parkanlagen des Parque Agustín Ross und ein Teil des benachbarten Baudenkmals Ross Casino sowie viele Häuser in den Stadtteilen Espinillo und Rodeíllo. Durch die Auswirkungen des Erdbebens wurden zwei Menschen getötet: Eine Person kam in Pichilemu zu Tode und ein Mann starb in Talca während des Bebens an Herzversagen.

## Nachbeben
Innerhalb der folgenden sechs Stunden gab es zehn Nachbeben, zwei davon erreichten eine Intensität von 6,0 oder höher auf der Momenten-Magnituden-Skala, sieben weitere lagen zwischen 5,0 und 6,0. Während der folgenden vier Tagen gab es zahlreiche Nachbeben mit einer Intensität von bis zu 5,0 Mw.  Insgesamt wurden in der Region um Pichilemu 10.000 Nachbeben mit Magntiduen zwischen 1 und 5,7 registriert.